# قائمة شركات الأنمي
هذه هي قائمة شركات صناعة وإنتاج و توزيع الأنمي .

## شركات مقرها اليابان

### استوديوهات الرسوم المتحركة
- أيه-1 بكتشرز
- شركة أنمي إنترنشنل
- شركة أرمس
- أرتلاند
- أساهي للإنتاج
- أسرياد
- A.P.P.P. (Another Push Pin Planning Company)
- بي تراين
- بونز
- برينز بيس
- سي تو سي
- دايوم
- ديفيد برودكشن
- دوغا كوبو
- أيكان (استوديو)
- غايناكس
- غالوب
- جونزو
- مجموعة تي.إي.سي
- هال فيلم ميكر (name changed to TYO Animations)
- إيماجين (استديو)
- جابان فيستس
- جاي سي ستاف
- كارا
- كيوتو أنيميشن
- استوديو ليرتشي
- مادهاوس
- Magic Bus
- مانغلوب
- Mook Animation
- موشي برودكشن
- نيبون أنيميشن
- نوماد
- أورينتل لايت أند ماجيك
- أورديت
- P.A.Works
- إستديو بيرو
- الصورة المضلعة  [لغات أخرى]‏
- برودكشن آي جي
- راديكس إيس إنترتينمنت
- ساتلايت (استوديو)
- سفين آركز
- شافت
- Studio 4°C
- ستوديو كومت
- أست
- Studio Donguri
- Studio Dub
- Studio Egg
- Studio Fantasia
- استوديو غيبلي
- استوديو هيباري
- Studio Junio
- ستوديو نيو
- يوسكي كورودا
- Studio Wombat
- سنرايز
- سينيرجي إس بي
- تاتسونكو برودكشن
- طوكيو موفي شينشا
- تيزوكا برودكشنز
- طوكيو موفي شينشا
- تي أن كاي
- توي أنميشن
- Topcraft
- ترانغل ستاف
- تريغر
- تيو أنيميشن
- يوفوتيبل
- وايت فوكس
- ويت استوديو
- زيبيك
- زيكسيس

### المنتجين
- أنيماكس
- انيبليكس (سوني ميوزيك إنترتيمنت جابان's anime distribution unit)
- افيكس
- فيجول بانداي
- بروكولي
- دنتسيو
- Geneon Universal Entertainment  [لغات أخرى]‏ (Formerly Pioneer LDC)
- جينكو
- Hakuhodo DY Media Partners  [لغات أخرى]‏
- Japan Home Video (JHV)
- كادوكاوا شوتين
- كينغ ريكوردز  [لغات أخرى]‏ (Starchild label)
- KSS
- Nihon Ad Systems
- بوني كانيون
- سكوير إنكس
- سوفت اون ديماند (SOD)
- توهو
- في اي بي
- فيكتور إنترتيمنت
- فيزا ميديا

## الشركات غير اليابانية

### الموزعين

#### أمريكا الشمالية ومناطق أخرى
- انيميجو (الولايات المتحدة)
- Anime Midstream (U.S.)
- Aniplex of America (الولايات المتحدة., American subsidiary of أنيبلكس owned by سوني للترفيه الموسيقي اليابانية)
- كرانشي رول (الولايات المتحدة) (distributor)
- نادي ليلي (الولايات المتحدة)[1]
- استوديوهات والت ديزني للترفيه (الولايات المتحدة)
- هولو (موقع) (الولايات المتحدة) (distributor)
  - ميرماكس (U.S., previously owned by شركة والت ديزني until 2010 when it was acquired by Filmyard Holdings[2])
- فنميشن (الولايات المتحدة.)
- مانغا إنترتنمنت (المملكة المتحدة، الولايات المتحدة: bought by Anchor Bay Entertainment in 2005)
- Media Blasters (الولايات المتحدة)
- نتفليكس (الولايات المتحدة)
- نيبون إشي سوفت وير (الولايات المتحدة, American subsidiary of Nippon Ichi Software software company)
- بوني كانيون إنك (الولايات المتحدة., American subsidiary of بوني كانيون إنك)
- Section23 Films (الولايات المتحدة) (the successor company to ADV films, which split into several companies in 2009. "Section 23" handles distribution, "Sentai Filmworks" and "Maiden Japan" handles license acquisition, "AEsir Holdings" inherited ADV's old library of titles, "Seraphim Studios" handles new English dubs, and "Valkyrie Media Productions" handles the الرسوم المتحركة).
- Right Stuf Inc. (الولايات المتحدة, main distribution subdivision rebranded "Nozomi Entertainment" in 2007 with "Lucky Penny" following along)
- مجموعة صبان كابيتال (الولايات المتحدة)
- تلفزيون سوني بيكتشورز/Sony Pictures Home Entertainment (الولايات المتحدة, American subsidiary of سوني)
- فيز ميديا (الولايات المتحدة, owned jointly by شوغاكوكان and شوئيشا, of Japan, but it is run independently)

#### أوروبا
- 101 Films (المملكة المتحدة)
- Anime Limited (المملكة المتحدة، فرنسا)
- بوكس بلاك (فرنسا، بلجيكا، سويسرا)
- Dybex (فرنسا، بلجيكا, هولندا، سويسرا, ألمانيا*)
- Dynit (إيطاليا، سويسرا)
- Kana Home Video (فرنسا، بلجيكا, هولندا، سويسرا)
- Kazé (فرنسا، ألمانيا, سويسرا، إيطاليا, المملكة المتحدة)
- Manga Entertainment UK (the main branch of "Manga Entertainment")
- MVM Films (المملكة المتحدة)
- StudioCanal UK (المملكة المتحدة)
- Animaze (ألمانيا)
- FilmConfect (ألمانيا)
- KSM Film (ألمانيا)
- Nipponart (ألمانيا)
- Peppermint Anime (ألمانيا)
- Universum Film GmbH  [لغات أخرى]‏ (ألمانيا)

#### أستراليا
- Universal Sony Home Pictures Australia
- Hanabee (أستراليا)
- مادمان إنترتنمنت (أستراليا: Madman overwhelmingly dominates the Australian anime market, for many years through the 2000s controlling approximately 90% of all sales)
- قائمة شركات الأنمي (أستراليا)

#### شركات منحلة
- 4Kids Productions (US) (subsidiary of 4Kids Entertainment Specializing in dubbing anime, shut down in 2012 due to continued lack of profitability).
- ADV Films (الولايات المتحدة، المملكة المتحدة) (shut down in 2009, selling off its assets and intellectual properties to four other Houston-based companies, such as Section 23 (see above)).
- AN Entertainment  [لغات أخرى]‏ (U.S., division of AnimeNation, no new releases since 2007. Retail operations of parent company ceased in 2014.[3])
- Anime Sols (U.S.)
- بانداي البصرية المحدودة (U.S., owned by Namco Bandai[4])
  - بانداي البصرية المحدودة (U.S., previously a subsidiary of Bandai Visual Japan and not affiliated with Bandai Entertainment, now folded into Bandai Entertainment[5])
- بانداي البصرية المحدودة (EU, owned by Bandai)
- Central Park Media (de facto defunct since mid-2007 when new DVD releases ceased, even though they continued to license their titles for TV and VOD, they entered a state of limbo.[6] Officially declared bankruptcy and assets liquidated in mid-2009.[7] Several of their titles have been acquired by other anime distributing companies prior to and following Central Park Media's bankruptcy and liquidation, such as ADV Films, Bandai Entertainment, Funimation Entertainment, Media Blasters, Nozomi Entertainment, etc.)
  - US Manga Corps (U.S., part of Central Park Media)
- ليونزغيت إنترتينمنت (U.S., renamed Artisan Entertainment) in the 1990s, then acquired by ليونزغيت إنترتاينمنت in 2003).
- Geneon Entertainment (U.S. branch "Geneon USA" (formerly "Pioneer Entertainment") defunct September 2007. Parent Japanese company ceased in-house distribution of its own titles, many of which have been re-licensed by Funimation[8][9] and Sentai Filmworks. Parent company "Geneon Entertainment" then sold off its own ownership to إن بي سي العالمية subsidiary UPI, which then merged Geneon with its own "Universal Pictures Japan" division on February 1, 2009, renaming the new company "Geneon Universal Entertainment Japan").[10][11]
- Go Fish Pictures (U.S. subsidiary of دريم ووركس)
- Illumitoon Entertainment (U.S., de facto defunct since late-2007 when new DVD releases were cancelled.[12])
- Kadokawa Pictures USA (U.S., American subsidiary of Kadokawa Pictures)
- Manga Distribution (France, Belgium, Switzerland. Was fined with Déclic Images (another French editor) 4.8 million euros in 2009 for selling DVDs of Grendizer while they didn't have the rights).
- مركز سابان للترفيه (U.S., acquisitions either went to شركة والت ديزني or just expired, succeeded by مجموعة صبان كابيتال)
- Streamline Pictures (U.S., كندا: stopped producing new anime releases in 1996, folding into أوريون بيكشرز, which in turn folded into مترو غولدوين ماير one year later, in 1997. The Streamline brand name officially went defunct in 2002).
- Synch-Point (U.S., A subsidiary of Broccoli (company), defunct when parent company Broccoli International USA shut down their operations in 2007)
- Urban Vision (U.S.)
- U.S. Renditions (U.S., A subsidiary of Books Nippan, defunct mid-1990s)
- Tokyopop (U.S.)

### المنتجين
- Sav! The World Productions (Fr, producer of Oban Star-Racers with بانداي البصرية المحدودة and HAL Film Maker)
- Harmony Gold USA (U.S., produced the seminal Robotech series in 1985; stopped releasing new anime in the late 1980s and virtually dormant in the 1990s, the company technically still exists and issues re-releases)

## روابط خارجية
- بيانات قابلة للبحث من الشركات اليابانية أنيمي